# Josh Bernstein
Josh Bernstein nació el 24 de febrero de 1971 en Nueva York (Estados Unidos). Bernstein es explorador, autor, experto en supervivencia, fotógrafo profesional, antropólogo, presentador de TV en Buscando la Verdad en History Channel (2004–2006) y 2007 en Discovery Channel. 

## Su vida
Joshua Bernstein conocido en el mundo mediático y empresarial como Josh Bernstein, nació y creció en Manhattan; asistió a la prestigiosa escuela Horace Mann. En 1989 se matriculó en la Universidad de Cornell, lugar en el que obtuvo un doble grado en Antropología y Psicología, además de una doble especialización: Estudios de Nativos Americanos y Estudios del este. 
En dos ocasiones fungió como Presidente de la Fraternidad Kappa Pi Alfa. Al graduarse en la universidad partió un año a Jerusalén a realizar estudios en Textos Antiguos. De herencia judía, Josh gusta de visitar estos lugares. Además del idioma inglés, habla hebreo y algo de español. La razón de su conocimiento sobre la lengua hebrea se debe a que su padre nació en la vieja ciudad de Jerusalén, lugar en el que yacen enterrados sus abuelos y bisabuelos paternos.
El padre de Bernstein murió de un ataque del corazón seis semanas antes de su décimo quinto cumpleaños. Un año después de esta pérdida, su pequeña hermana de 3 años de edad falleció en un accidente automovilístico. Josh tiene un hermano mellizo de nombre Andrew.
Digging for the Truth (Buscando la verdad)fue el programa de televisión que lo catapultó a la fama a nivel mundial. Serie original del History Channel, Buscando la verdad siguió de 2005 a 2007 las aventuras de Josh mientras éste viajaba alrededor del mundo buscando resolver los misterios arqueológicos de las antiguas civilizaciones. La serie tuvo tal éxito que se convirtió rápidamente en prime-time en la historia del canal. Enero de 2007 fijó una cifra histórica de 2.1 millones de espectadores. El episodio del 16 de abril de 2007 marcó la aparición final de Bernstein como anfitrión de la emisión.
Bernstein cuenta con un sitio (www.joshbernstein.com) en el - hasta el momento - puedes encontrar la información respecto a su llegada al Discovery Channel; una liga para la página al BOSS y una liga para formar parte del grupo al que Bernstein envía información sobre sus actividades. Mientras fungió como presentador de Buscando la verdad, mantuvo una especie de diario en el que narraba ensayos, notas personales de su trabajo en la serie y los desafíos que tuvo que enfrentar al realizarla (como lo cerca que estuvo de morir por un shock anafiláctivo luego de ser mordido por una hormiga roja a la que es alérgico). Bernstein recibió la aclamación de la crítica y programó el lanzamiento de un libro. Joshua Bersntein es el CEO de las BOSS (Boulder Outdoor Survival School, Escuela de Supervivencia al Aire Libre por sus siglas en inglés). BOSS se especializa en ofertar todo lo referente a la enseñanza de la tecnología primitiva y la supervivencia. ([www.boss-inc.com]).
Bernstein iniciará una serie de programas especiales en el 2007 en el Discovery Channel; Jane Root, presidenta de Discovery Channel y Science Channel fue quien dio a conocer la noticia, luego de reconocer su experiencia como explorador, conductor y personalidad de la televisión.
Muchos conocen a Bernstein por usar sombreros al estilo Indiana Jones (con quien ha sido comparado) sin embargo, jamás ha patrocinado los Fedora. En alguna ocasión Joshua explicó que la vestimenta que utilizaba en el programa de ningún modo trató de crear una similitud con Indiana Jones, además de aclarar que respeta el trabajo que los arqueólogos realizan porque no es nada ficticio.
El 16 de agosto de 2007 se lanzó a la venta su libro Digging for the truth y en noviembre de 2007 fue nombrado por People Magazine uno de los hombres más sexies.Ha trabajado de manera independiente para NBC, ABC, CBS entre otros. Es miembro del Club de exploradores, de la National Geographic Royalti y fotógrafo profesional, ha publicado para Sports Illustrated, Forbes, Healty Man y Marie Claire. Joshua disfrutaba grabar la teleserie de THC ya que se considera un arquero competitivo y amante de las emociones fuertes.
- Datos: Q2335285